# Guillem Cifré i Barrabín
|  | Aquest article tracta sobre el dibuixant de còmics català; per al seu pare, el guionista i dibuixant d'historietes valencià, vegeu l'article Guillem Cifré i Figuerola |

Guillem Cifré i Barrabín   (Barcelona, 1952 - Barcelona, 17 de maig de 2014) fou un dibuixant de còmics, pintor i il·lustrador català.
Fill del també dibuixant Guillem Cifré i Figuerola, aprengué a dibuixar amb el seu pare i amb altres membres de l'anomenada Escola Bruguera (com Josep Peñarroya, Josep Escobar, Carlos Conti, Eugeni Giner). També va estudiar a l'Escola Industrial.
Va començar la seva carrera l'any 1974 a la revista Mata Ratos, a El Papus i al setmanari esportiu El Hincha Enmascarado, per dedicar-se posteriorment al còmic underground a les revistes El Víbora, Cairo (1981), El Paseante i Viñetas. Juntament amb Joan Navarro va fer els àlbums Modernas y profundas i El tío del final.
Col·laborà també amb la premsa escrita fent humorisme gràfic, i va publicar tires o il·lustrar articles del diaris Avui, La Vanguardia, El Periódico de Catalunya i El Mundo. El tío del final és un recull de dibuixos publicats a l'Avui entre els anys 2000 i 2003; Artfòbia aplega les il·lustracions publicades al suplement Cultura del mateix diari.
Va treballar en la il·lustració de llibres, fent cartells per a l'Ajuntament de Barcelona, dissenyant portades de discos i en canals de televisió (TVE, Canal +). També va ser autor d'una instal·lació d'un quilòmetre de llarg en un túnel per dessota de Nantes.
El seu treball es va basar en ritmes pausats i mecànics, reflex de la neurosi de la vida urbana. De dibuix molt estilitzat, la simplificació reforça el surrealisme de les situacions descrites.
Obtingué el Premi Junceda d'humor gràfic el 2004 per l'àlbum El tío del final, i el 2006 per Artfòbia.
El juny de 2009 fou guardonat amb el Premi Nacional de Còmic, concedit per la Generalitat de Catalunya, a la seva obra Artfòbia II per jugar amb les situacions de la vida quotidiana per convertir-les en una paradoxa.
Un dels seus últims treballs publicats en vida va ser una col·laboració de quatre pàgines de còmic a la revista Tentacles, en el seu número de primavera de 2014. Traspassà a Barcelona el 17 de maig de 2014, després d'una llarga malaltia.
L'any 2016 la revista Tentacles va dedicar un número monogràfic a la seva obra. Entre 2017 i 2019, el Districte d'Horta-Guinardó el va homenatjar a través de l'exposició Els acudits del senyor Ruc al Centre Cívic del Guinardó, la creació del capgrós del Senyor Ruc, un dels seus personatges emblemàtics, integrat en la festa major del barri, i la taula rodona Univers Cifré que se celebrà a la Biblioteca Guinardó.Mercè Rodoreda. El 2022 ha vista la llum l'edició de Barcelona. Última copa amb un recull de vinyetes seleccionades pels seus fills Marcel i Guim, precedides del prefaci «L'última copa a la Barcelona de Guillem Cifré» a cura de David Castillo.

## Obres
- 101 acudits del senyor Ruc Onil: Edicions del Ponent, 2015. ISBN 9788415944317
- Artfòbia II Onil: Edicions del Ponent, 2008
- Artfòbia Madrid: Sinsentido, 2005. ISBN 8495634546
- Historias de "El tío del final" Barcelona: Glenat, 2003. ISBN 848449389X
- Modernas y profundas Barcelona: Complot, 1990. ISBN 8477630224
- Guillem Cifré: metamorfosi plegable [Catàleg d'exposició] Barcelona: Fundació Caixa de Pensions, 1986
- El Portafolio 2: Guillem Cifré Barcelona: El Portafolio, 1980
- Zig Zag Amsterdam: Real Free Press, 1980